# Ján Hollý
Ján Hollý (Búrszentmiklós, 1785. március 24. – Jókő, 1849. április 14.) szlovák költő és műfordító.

## Élete
Földműves családból származott, elemi és gimnáziumi tanulmányait (1797-1799) Szakolcán és Pozsonyban (1799-1802) végezte. Tehetsége felkeltette Vilt püspök figyelmét, aki a nagyszombati szemináriumba küldte filozófiát (1802-1804) és teológiát (1804-1808) tanulni. Palkovics György kanonok nagy hatással volt rá és később anyagilag is támogatta. 1808-ban szentelték pappá. Előbb 1808-1811 között Pobedényben, 1812-1814 között pedig Galgócon lett káplán. 1813-1843 között Vágmedence plébánosa volt. Egy tűzvész alkalmával majdnem teljesen megvakult és ezért kérte nyugdíjazását. Élete hátralevő részét barátjánál Martin Lackovič esperesnél töltötte Jókőn.
A jókői temetőben nyugszik.
A szlovák nyelv korai művelői és formálói között tartják számon. Már Pobedényben is foglalkozott görög és római irodalmi fordításokkal. 1833-ban jelent meg Bernolák irodalmi nyelvén eposza: Svatopluk, ami a korszak egyik legjelentősebb szlovák irodalmi alkotása. Műveit Danczi Villebald József is fordította magyar nyelvre. A szlovákokat Nagymorávia örököseinek tartotta. Költőként a hősiességüket és a keresztény múltjukat énekelte meg. Bemutatta Konstantin és Metód kulturális és lelki misszióját, illetve feldolgozta életrajzukat. Művészete középpontjába a morva apostolok eszméjét, mint biztos keresztény alapot állította.

## Emlékezete
- Búrszentmiklóson szülőháza
- A jókői plébánia épületében emlékszobája található
- Bubnics Mihály vágmedencei plébános szobrot emelt emlékére[7]
- Ján Hollý Szlovák Tanítási Nyelvű Alapiskola, Vágsellye

## Művei
- 1833 Svatopluk
- 1934 Výber z básní Jána Hollého a Andreja Sládkoviča